# キタカッショクホエザル
キタカッショクホエザル（Alouatta guariba guariba）は、ブラジルに生息するカッショクホエザルの基亜種。IUCNレッドリストにおいて近絶滅種に指定されており、ジェキティニョーニャ川付近に250頭未満が生息するのみとなっている。

## 分布
ブラジルのミナス・ジェライス州とバイーア州南部の固有亜種である。その生息範囲は大西洋岸から北のリオ・パルドとアグアス・ヴェルメーリャス、そして南のジェキティニョーニャ川と西のヴィルジェム・ダ・ラパまで広がっており、主に沿岸に広がる熱帯雨林の範囲と重なっている。この種は原生林の林冠に生息しているが、二次林や撹乱された森林にも適応できる。エスピリト・サント州の北部にも生息する可能性があり、過去には更に広範囲に生息していたようである。
この種はマタ・エスクーラ生物保護区を始めとするいくつかの生物保護区にも生息している。そこでは同じく近絶滅種に指定されているキタムリキとアゴヒゲオマキザルも生息しているが、農村に近いこれらの保護区は違法伐採や狩猟の影響で山火事が増加している。本種は他の地域にも生息する可能性があるが、南の分布限界が不明瞭なため、これは不確実である。

## 生態
カッショクホエザルはおよそ1.6km先からでも聞こえる大きな鳴き声で知られる。小さな群れで林冠に住み、さまざまな木、低木、つる植物の葉や果実を主食とする。特に好むのはイチジク属、サンショウ属、エウゲニア属の果実のようだが、食性は非常に柔軟であるようで、茎、つる、花、種子、コケも食べる。
雄は雌よりも大きな体を持つ。長い尾の先端には毛がなく、食事を摂る際に尻尾でぶら下がるのに役立つ。

## 保全状況
IUCNは本亜種を近絶滅種に指定している。これは、本亜種の生息範囲が限られており、人間の活動が生息地である森林に影響を与えているためである。牧畜用地を確保するための森林伐採により森林は複数に分断され、動物たちはブッシュミートを得るために狩猟され、焼畑で生息域の環境は更に悪化している。